# Acacia rhamphophylla
Acacia rhamphophylla é uma espécie de leguminosa do gênero Acacia, pertencente à família Fabaceae.